# Lebetain
Lebetain è un comune francese di 462 abitanti situato nel dipartimento del Territorio di Belfort nella regione della Borgogna-Franca Contea.

## Storia

### Simboli
Lo stemma è stato adottato il 24 gennaio 1959. La composizione allude all'origine del nome germanico del comune Liebenthal ("Valle d'amore" o "Valle amata"), documentato nel 1150.

## Società

### Evoluzione demografica
Abitanti censiti